# Boxerky

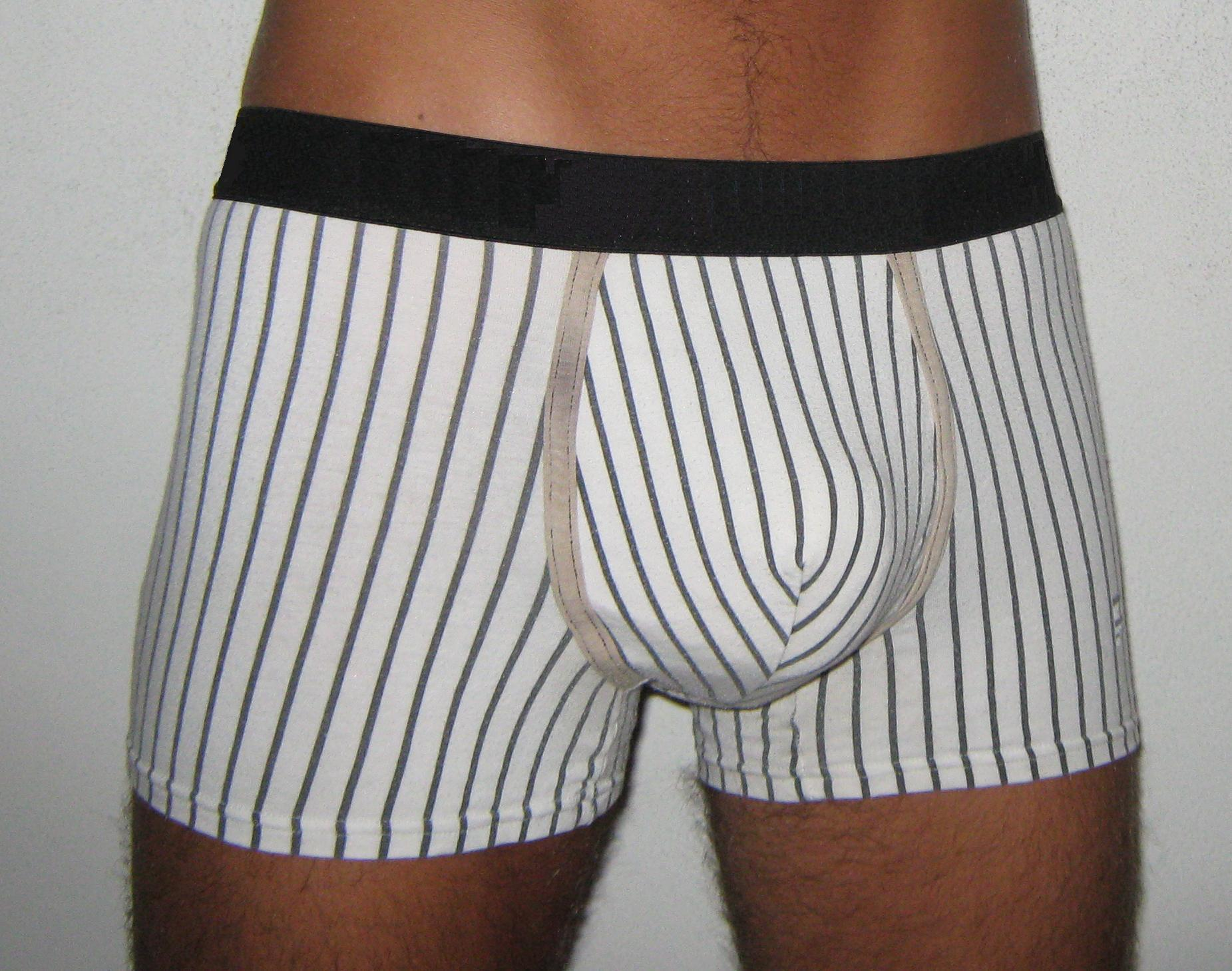
Pánské boxerky zepředu

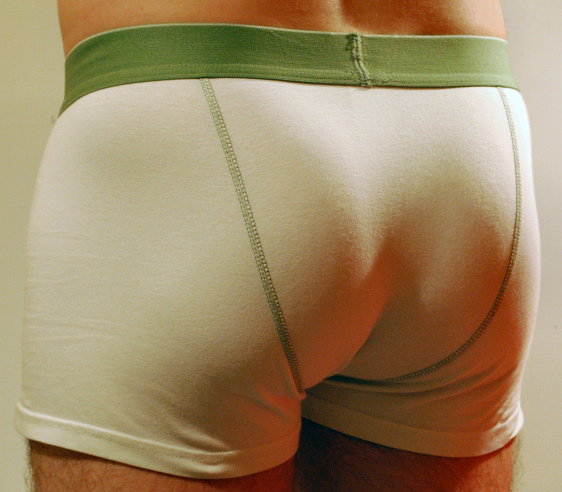
Pánské boxerky zezadu

Boxerky (v angličtině boxer briefs či trunks) jsou druh pánského spodního prádla.
V současnosti mnozí výrobci nabízejí i dámské boxerky - často pro cvičení a sport, ale též jako alternativu ke spodním kalhotkám; jejich sortiment je velmi široký.

## Popis
Boxerky podobně jako trenýrky mají nohavičky (různé délky), jsou ale přiléhavé podobně jako slipy. Bývají pružné (pletenina s příměsí elastanu), často jsou tvořeny s gumou, na které bývá nápis značky či jiný motiv. Boxerky se mohou dělit na boxerky s dlouhou nohavicí, klasickou (střední) nohavicí, či s menší nohavicí (podobný střih jako slipy).
Boxerky byly poprvé propagovány designérem Johnem Varvatosem mezi roky 1990 až 1995 během jeho kariéry u módní značky Calvin Klein. Proslavil je americký herec Mark Wahlberg, který se v nich v roce 1992 vyfotil.  Později se staly nejoblíbenějším pánským spodním prádlem u mužů i u žen.